# Киргиж-Китай
Киргиж-Китай (рум. Chirghiș-Chitai, укр. Киргіж-Китай) — река в Молдавии и на Украине. Относится к бассейну Дуная. Берёт начало в Тараклийском районе Молдавии, далее течёт по Одесской области Украины.

## География и экология
Киргиж-Китай имеет протяжённость в 64 км с площадью водосборного бассейна в 725 км² и уклоном в 1,9 м/км. Она берёт своё начало на южных склонах Подольской возвышенности близ города Твардица в Тараклийском районе Молдавии. Далее течение идёт в южном направлении, проходя по территории Тарутинского, Арцизского и Килийского районов Одесской области, впадая затем в озеро Китай в районе населённого пункта Старые Трояны. Высота устья — 0,8 м над уровнем моря.
Стекая с высот испещрённой оврагами Подольской возвышенности, река образует долину шириной до 2,5 км. Пойма реки на отдельных участках заболоченная, шириной до 300—500 м. Подходит к озеру Китай недалеко от Дунайской низменности. В районе села Островное в Киргиж-Китай впадает её приток, река Киргиж.
В летний сезон поток реки значительно уменьшается. Русло реки канализированное.

## Притоки
Река имеет несколько притоков: Ярославец (левый), Исерлия (правый), Валепержа/Пержейская (правый) и Киргиж (левый).

## Населённые пункты на реке
Основные населённые пункты, через которые протекает Киргиж-Китай, это Твардица, Малоярославец Первый, Вольное, Новая Ивановка, Задунаевка и Островное.